# Máselnice (nádoba)

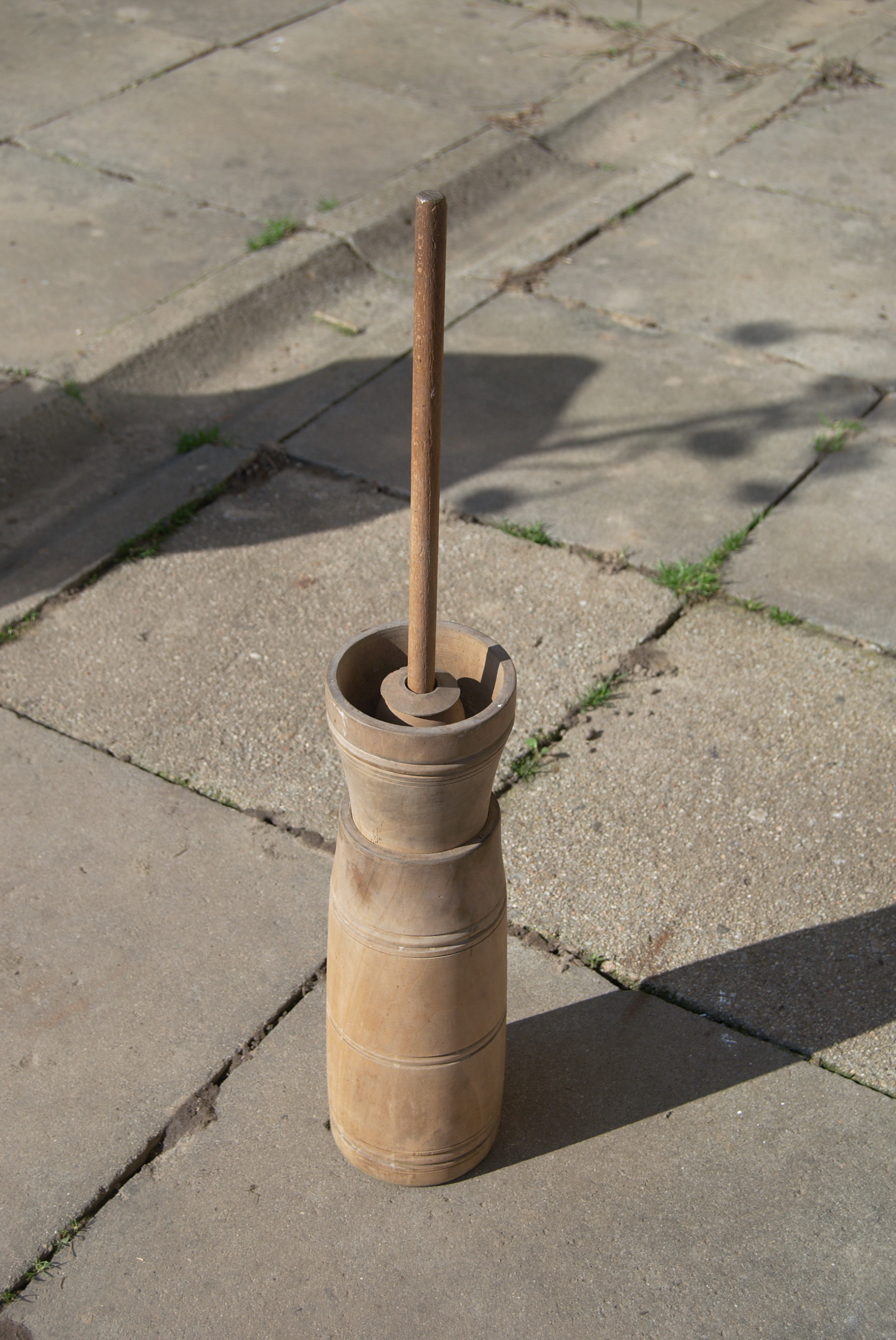
Máselnice

Máselnice (nářečně másnice) je nádoba, sloužící k výrobě másla stloukáním.
Nejstarší máselnice jsou dřevěné nádoby kuželovitého tvaru (dno má přibližně 2× větší průměr než vrchní část nádoby). K máselnici patří tlouk, což je tyč, kterou se máslo stlouká. Máselnice se vyráběla podobně jako sud – z dřevěných latí, po obvodu zpevněná obručemi.
V 19. století se objevily mechanické máselnice, které umožnily nahradit stloukání tloukem jiným mechanickým pohybem. Obvykle měly tvar kolébky nebo otáčivého sudu s peřejníky.
Lopatková máselnice holštýnská byla vyráběna ve 20. – 30. letech 20. století. Soudek je z pařeného dubu. Vlastní stloukání smetany se provádí lopatkami uvnitř soudku. Při čištění se lopatky snadno ze soudku vyjmou. Místo ručního pohonu klikou je možno nainstalovat řemenici pro pohon motorkem. Počet obrátek bývá asi 60 až 90.